# Chikila fulleri
Chikila fulleri é uma espécie de gimnofiono da família Chikilidae. A espécie inicialmente descrita como Herpele fulleri foi reclassificada em um gênero e família distintos em 2012, depois que a análise genética determinou que se tratava de uma nova linhagem de gimnofionos. A espécie é endêmica da Índia.